# Castelnau-Chalosse
Castelnau-Chalosse är en kommun i departementet Landes i regionen Nouvelle-Aquitaine i sydvästra Frankrike. Kommunen ligger i kantonen Amou som tillhör arrondissementet Dax. År 2022 hade Castelnau-Chalosse 595 invånare.

## Befolkningsutveckling
Antalet invånare i kommunen Castelnau-Chalosse
Referens:INSEE